# Noctua infrapallida
Noctua infrapallida är en fjärilsart som beskrevs av Smith 1954. Noctua infrapallida ingår i släktet Noctua och familjen nattflyn. Inga underarter finns listade i Catalogue of Life.